# 伯宗
伯 宗（はく そう、? - 紀元前576年）は、中国春秋時代の晋の政治家。景公・厲公に仕えた。争臣として知られる。

## 経歴
紀元前595年、楚が晋の同盟国である宋に攻め込んだ。宋は晋に救援を求め、景公も援軍を送ることを望んだが、晋は邲の戦いで楚に大敗北を喫した直後であり、援軍を送るだけの余力がなかった。伯宗は「今の楚には天がついています。その勢いに当たることはできません」と言って景公を諌め、晋は大夫の解揚を宋に送って晋の援軍が向かっていると言わせ、実際には援軍を送らなかった。
続いて狄の潞国の相の酆舒が君主の媿嬰児の目を傷つけ、媿嬰児の妻の伯姫を殺した。伯姫は晋の景公の姉であったので景公は激怒し、酆舒を討伐しようとしたが、大夫たちは酆舒を恐れて軍を起こすのを嫌がった。しかし伯宗は「狄に5つの罪があります。祖先を祀らないことが1つ。酒を好むことが2つ。賢人の仲章を用いず黎氏の土地を奪ったのが3つ。伯姫を殺したのが4つ。主君の目を傷つけたのが5つです。五つも罪を犯したものを放置しておいて良いのでしょうか」と言ったので景公は喜び、軍を派遣して潞を滅ぼした。
ある時、伯宗が嬉しそうな顔で朝廷から帰って来たので、妻が何があったのかと尋ねた。すると伯宗は「大夫たちが私の弁知が陽子（陽処父）に似ていると言ったのだ」と言った。陽処父とは昔賢哲を知られながらも苛烈な性格が災いして殺された人物である。妻はこれを不吉に思い、「今の大夫に貴方より優れた人間はいません。人は自分より優れた者を戴くことは出来ないので必ずや災難が貴方に降りかかるでしょう」と言って畢陽（豫譲の祖父）という賢人を探し出して子の伯州犂をあずけた。
紀元前583年、楚に従属したままの宋を、再び晋の側に取り戻すため伯宗は、晋・衛・鄭・狄の軍を率いて宋へと攻め入った。途中、衛の国に通りかかったとき、衛は戦時中であるのに守りを固めていなかった。晋の大夫の夏陽説は立腹して衛に攻め入ろうとしたが、伯宗は「衛は晋を信頼しているからこそ守りを固めていないのだ。ここで攻めれば晋は天下の信頼を失うだろう。信頼を失えばどうして盟主となれようか」と言って夏陽説を諌めた。
紀元前581年、景公が死んで厲公の代になると、厳しい諫言を度々行う伯宗はあまり重用されなくなっていった。更には伯宗の名声を疎んだ郤氏（郤錡・郤犨・郤至）によって讒言され、紀元前576年にはついに誅殺されてしまう。賢臣伯宗を殺した厲公は人々から全く信頼されなくなった。また直言する者がいなくなったために驕奢淫逸にふけった厲公は欒書や荀偃（中行偃）によって殺された。
子の伯州犂は畢陽の手によって無事に楚へと亡命した。